# Capela (parroquia)
Capela (llamada oficialmente Santiago da Capela) es una parroquia del municipio de Capela, en la provincia de La Coruña, Galicia, España.

## Otras denominaciones
La parroquia también se denomina Santiago de Capela.

## Entidades de población
Entidades de población que forman parte de la parroquia:
- A Abelleira
- Barbela (A Barbela)
- A Brea
- Castiñeira (A Castiñeira)
- A Cruz da Moa
- Estoxa (A Estoxa)
- A Lagoa
- Pena Grande (A Pena Grande)
- Riveira (A Ribeira)
- Arnoso
- Serra (A Serra)
- Filgueiras (As Felgueiras)
- As Neves
- Teixeira (A Teixeira)
- Aguas Roibas (Augas Roibas)
- Veiga (A Veiga)
- Bertoña
- Cabodantoy (Cabodantoi)
- Campos Verdes
- Guitiriz
- Gunxel
- Mende
- Mourente
- Carboeiro (O Carboeiro)
- Coto (O Coto)
- O Lombo
- Outeiro (O Outeiro)
- Pazo (O Pazo)
- Pereiro (O Pereiro)
- Piñeiro (O Piñeiro)
- Poblado del Eume (O Poboado)
- O Poulo
- Pousadoiro (O Pousadoiro)
- Sabugueiro (O Sabugueiro)
- Calzados (Os Calzados)
- Os Chaos
- Cobos (Os Covos)
- Seixo (O Seixo)
- Paces (Os Paces)
- Os Picos
- Os Vilariños
- Vilar (O Vilar)
- Porcar
- Sande
- Suapena
- Teixido
- Vilariño
- Vilarón
- Vilasuso
- Xasén de Abaixo (Xasén de Baixo)
- Xasén de Arriba (Xasén de Riba)

## Despoblados
- Cernada
- Oría
- O Sillabreo (O Sillabreu)
- Ventureira

## Demografía
| Gráfica de evolución demográfica de Capela entre 2000 y 2018 |
|                                                              |
| Datos según el nomenclátor publicado por el INE.             |